# احتجاجات الحرب الفلسطينية الإسرائيلية في الولايات المتحدة

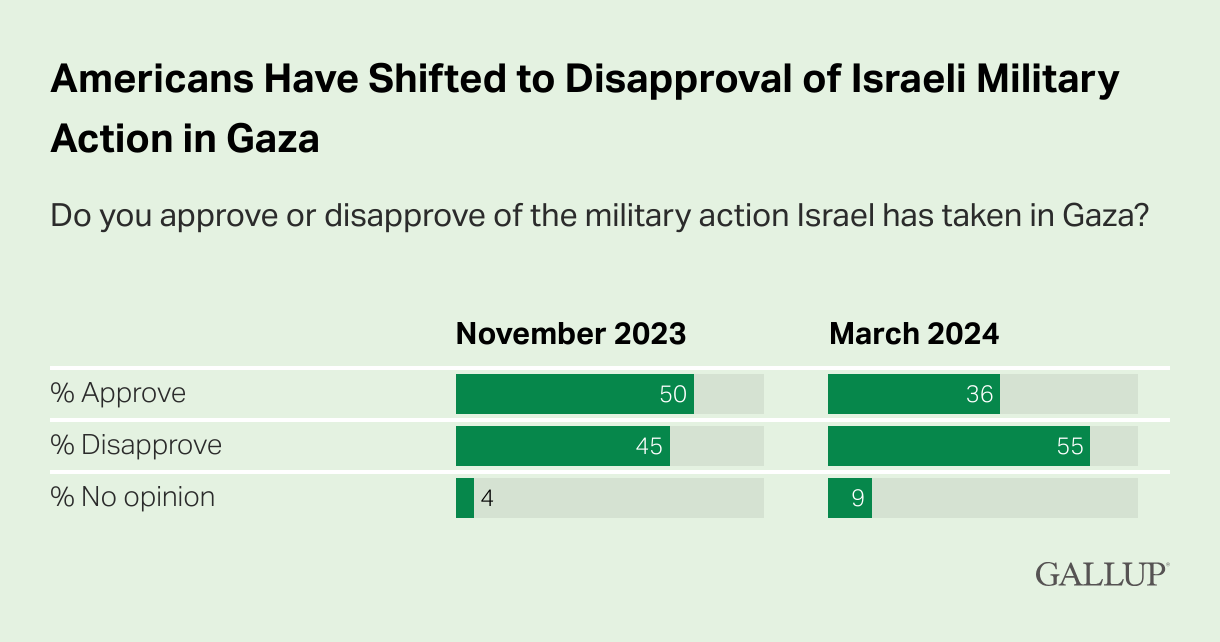
يُظهر استطلاع غالوب تغير الولايات المتحدة من موافقة الأغلبية (نوفمبر 2023) إلى رفض الأغلبية (مارس 2024) للعمل العسكري الإسرائيلي في غزة.

المظاهرات، بما في ذلك المسيرات والمظاهرات والحملات والوقفات الاحتجاجية، المتعلقة بالحرب الفلسطينية الإسرائيلية، حدثت على مستوى البلاد في جميع أنحاء الولايات المتحدة منذ بدء الصراع في 7 أكتوبر 2023، وهي جزء من احتجاجات الحرب على قطاع غزة حول العالم.
في الأيام العشرة الأولى من الحرب، كانت المظاهرات المؤيدة لإسرائيل لدعم إسرائيل في أعقاب عملية طوفان الأقصى والتركيز على أزمة الرهائن الإسرائيليين هي الأكثر شيوعًا، ولكن مع مرور الوقت تغيرت التظاهرات وأصبحت تظاهرات مؤيدة للفلسطينيين، وهذه احتجاجات طالبت بوقف إطلاق النار وإنهاء الاحتلال الإسرائيلي. انتقدوا الدعم العسكري والدبلوماسي الأمريكي لإسرائيل والغزو الإسرائيلي لقطاع قطاع غزة وسلوكها الحربي الإجرامي، والذي وصفه البعض بأنه إبادة جماعية، وشملت هذه الاحتجاجات جماعات يهودية وبعض موظفي الإدارة الأمريكية.
بحلول 5 ديسمبر/كانون الأول، شارك أكثر من مليون أمريكي في الاحتجاج على الحربب، عبر أكثر من 2600 شخصاً، منهم: 442 داعم لإسرائيل، و2100 دعمًا لفلسطين. وبدأ تصعيد الاحتجاجات المؤيدة للفلسطينيين في الجامعات في 17 أبريل 2024.
قام شخصان بالتضحية بأنفسهما احتجاجا على الحرب، الأولى: امرأة مجهولة الهوية ملفوفة بالعلم الفلسطيني في 1 كانون الأول (ديسمبر) 2023 في أتلانتا، وتوفي آرون بوشنل ، وهو جندي يبلغ من العمر 25 عامًا في القوات الجوية الأمريكية، في واشنطن العاصمة، في المستشفى في 25 فبراير 2024.

## وطني
نُظمت احتجاجات مؤيدة لفلسطين في جميع أنحاء الولايات المتحدة يوم الجمعة السواد عندما دعا الناشطون إلى "إغلاقها" من أجل فلسطين. وشملت هذه الاحتجاجات مدن منها، لوس أنجلوس، وشيكاغو؛ وتروي في ميشيغان، وسانت لويس في ميزوري، إستيرو في فلوريدا، والعديد من المدن الأخرى.
اعتبارًا من 5 ديسمبر/كانون الأول، وفقًا لمختبر العمل اللاعنفي بجامعة هارفارد واتحاد إحصاء الحشود، شارك أكثر من مليون أمريكي في الاحتجاجات حول الصراع.
ونظمت "ترانيم وقف إطلاق النار" من نشطاء في جميع أنحاء الولايات المتحدة قبل عيد الميلاد عام 2023. ونقلت شبكة سي بي إس مينيسوتا عن سارة أبوت، التي ساعدت في تنظيم ترنيمة خارج منزل السيناتور إيمي كلوبوشار، قولها: «Our government is funding this genocide, white Christians have historically and currently played major roles in the perpetuation of Zionism, and as people of conscience, we can't stand by silently.» وطالبوا بوقف إطلاق النار في مينيابوليس؛ لويزفيل؛ مدينة سولت ليك؛ وفي 17 مدينة أخرى.
في 27 ديسمبر/كانون الأول، أغلق المتظاهرون المطارات، بما في ذلك مطار جون إف كينيدي الدولي ومطار لوس أنجلوس الدولي.
في فبراير 2024، وجد تقرير مشترك صادر عن مركز الحقوق الدستورية ولجنة فلسطين القانونية هجمات قانونية واسعة النطاق ضد النشاط المؤيد للفلسطينيين، ووصف بأنه "هجوم خطير على حرية التعبير وتكوين الجمعيات المحمية دستوريًا".
ردًا على الإجراءات التي اتخذتها إدارة بايدن دعمًا لنهج رئيس الوزراء الإسرائيلي بنيامين نتنياهو تجاه الحرب، نظم عرب أمريكا المسلمون والعرب حملة بعنوان "التخلي عن بايدن" للدعوة ضد التصويت لبايدن في الانتخابات الرئاسية لعام 2024. وتعهد زعماء من اتحاد عمال الكهرباء واتحاد عمال السيارات باستخدام نفوذهم الانتخابي للضغط من أجل وقف إطلاق النار.
في أبريل 2024، بدأ لاري هيبرت، طيار القوات الجوية الأمريكية، وعضو منظمة المحاربين من أجل السلام، إضرابًا عن الطعام تضامناً مع الأطفال الجائعين في غزة. أقيمت احتجاجات يوم الضرائب في يوم الضرائب (15 أبريل). بعد حملة القمع التي شنتها الشرطة على احتلال حرم جامعة كولومبيا المؤيد للفلسطينيين عام 2024 في 18 أبريل/نيسان، وانتشرت مخيمات التضامن مع غزة إلى عدة جامعات في جميع أنحاء الولايات المتحدة، بما في ذلك معهد ماساتشوستس للتكنولوجيا، وجامعة واشنطن في سانت لويس، وجامعة مارلاند، وجامعة تافتس.

### أحداث الانتخابات الرئاسية 2024
في أعقاب عملية طوفان الأقصى عام 2023 والأزمة الإنسانية في غزة، واجه الرئيس بايدن معارضة مستمرة واضطرابات في الأحداث من التقدميين والعرب الأمريكيين والمسلمين بسبب تعامله مع الصراع والتشجيع على التصويت ضده في انتخابات 2024.
في تجمع انتخابي في فرجينيا في 23 يناير 2024، قاطعوا المتظاهرين جو بايدن أكثر من اثنتي عشرة مرة، والذين طالبوا بوقف إطلاق النار. في اليوم التالي، قاطعه المتظاهرون المناهضون للحرب في واشنطن العاصمة خلال مسيرة تأييد نظمتها نقابة عمال السيارات المتحدة. وفي أعقاب هذه الاحتجاجات، اتخذت حملة بايدن خطوات "استثنائية" لمنع المتظاهرين المؤيدين للفلسطينيين من الوصول إلى الرئيس، بما في ذلك تجنب الحرم الجامعي، والاستعانة بشركات خاصة لفحص الحاضرين، وعدم الكشف عن مواقع فعالياته في وقت مبكر. في 10 مارس، قاطع أحد المتظاهرين في إحدى فعاليات حملة بايدن خطابه قائلاً: "أنت ديكتاتور، جو الإبادة الجماعية، مات عشرات الآلاف من الفلسطينيين، والأطفال يموتون". قاطع المتظاهرون بايدن وهو يتحدث عن الرعاية الصحية في ولاية كارولينا الشمالية، قائلين له: "المستشفيات في غزة تتعرض للقصف"، فأجاب بايدن: "نحن بحاجة إلى توفير المزيد من الرعاية في غزة".
في 28 مارس، أقام الرئيس جو بايدن حملة لجمع التبرعات لحملته الرئاسية في قاعة موسيقى راديو سيتي، برفقة الرئيسين السابقين باراك أوباما وبيل كلينتون، بالإضافة إلى مشاهير آخرين. وتعرض بايدن والرؤساء السابقون للمضايقات بشكل متكرر خلال الحدث من المتظاهرين المؤيدين لفلسطين، ونظمت مظاهرة خارج المكان للاحتجاج على سياسات إدارة بايدن في غزة. وفقًا لمنظم "ضمن حياتنا"، نردين الكسواني، كان هناك حوالي 1000 شخص حاضرين. في أبريل 2024، ألغى بايدن حفل الإفطار المخطط له بسبب معارضة الحاضرين الأمريكيين المسلمين المدعوين. وفي عشاء مراسلي البيت الأبيض لعام 2024، هتف احد المتظاهرون "عار عليك!" عند وصول الحاضرين.

### احتجاجات مؤيدة للفلسطينيين في حرم الجامعات

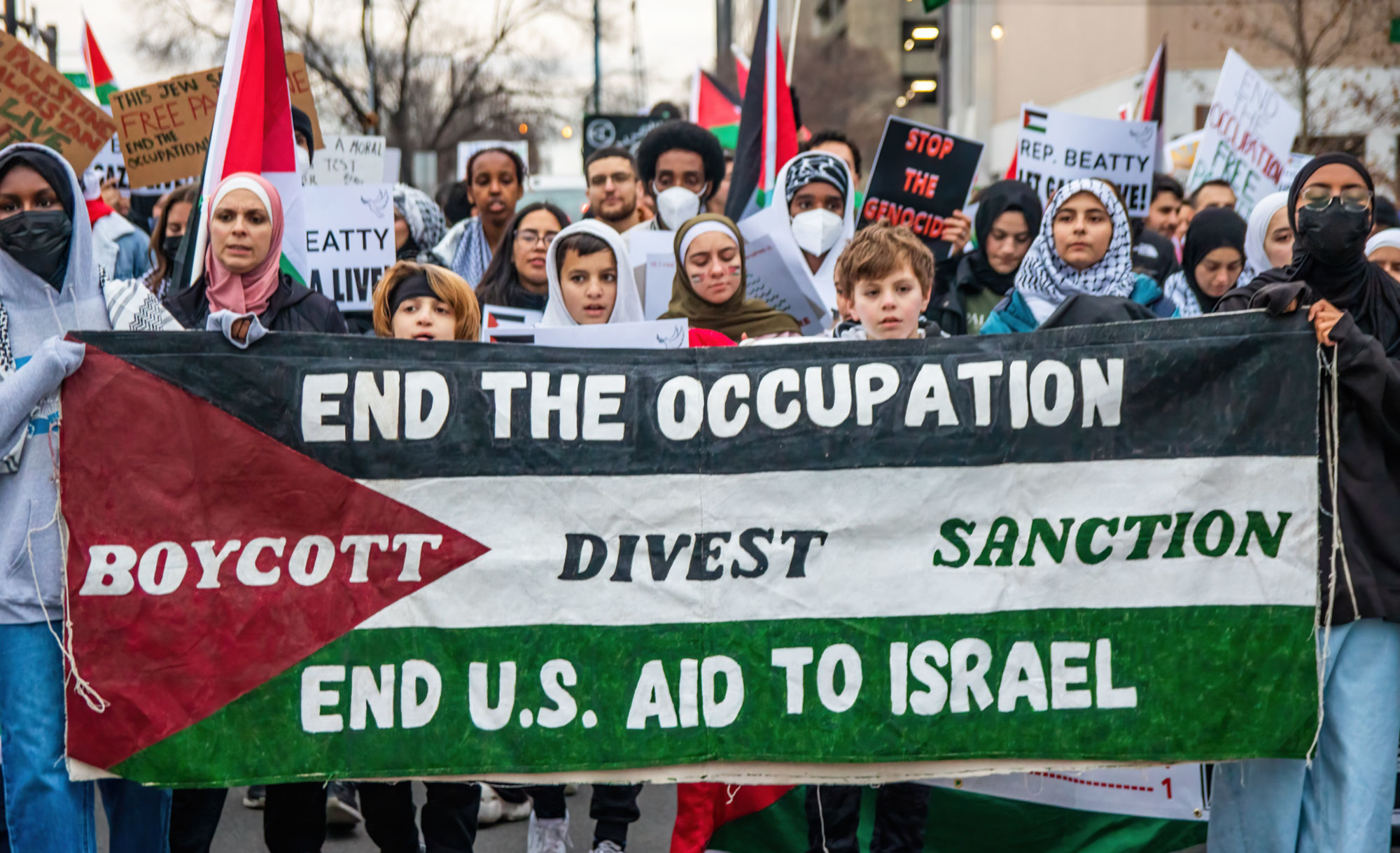
مظاهرة مؤيدة لفلسطين في كولومبوس، أوهايو

### إلينوي
وقد دعت مظاهرة يوم 14 أكتوبر/تشرين الأول في شيكاغو إلى إطلاق سراح الرهائن الذين تحتجزهم حماس، وإحلال السلام بين الإسرائيليين والفلسطينيين، ووضع حد لجميع عمليات قتل المدنيين. في يوم الجمعة السوداء، قام حوالي 1000 متظاهر بمسيرة في منطقة ماجنيفيسنت مايل للبيع بالتجزئة لإدانة العنف في غزة. وأغلقت الشرطة الشوارع واستخدمت كاسحات الثلوج لتطويق المتظاهرين. في اليوم السابق لعشية عيد الميلاد، قامت قافلة سيارات كبيرة نظمتها مجموعة مؤيدة للفلسطينيين بإغلاق الطريق السريع إنترستيت-90 بالقرب من مطار أوهير الدولي. وفي ليلة رأس السنة الجديدة، تظاهر المئات من المؤيدين للفلسطينيين في شيكاغو، وأغلقوا الطريق السريع إنترستيت-90 مرة أخرى، وكذلك الطريق السريع إنترستيت-94. وفي 5 يناير 2024، تظاهر المتظاهرون في محطة شيكاغو يونيون للمطالبة بوقف إطلاق النار.

### إنديانا

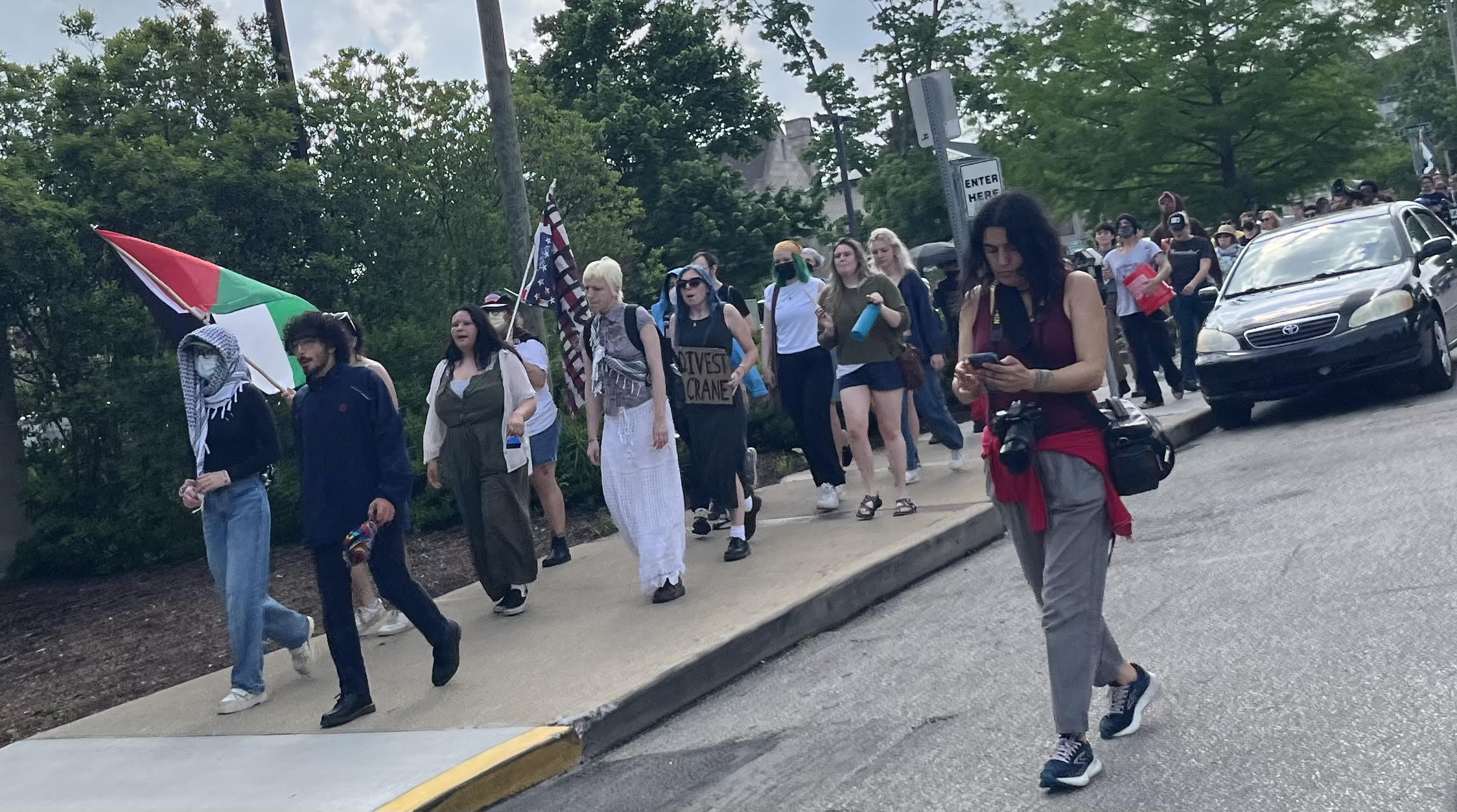
متظاهرون مؤيدون للفلسطينيين في بلومنغتون في 7 مايو 2024

اندلعت احتجاجات ومظاهرات مؤيدة لإسرائيل ومؤيدة للفلسطينيين على جانبي النصب التذكاري للجنود والبحارة في إنديانابوليس في 12 أكتوبر/تشرين الأول 2023. نُظمت مظاهرة مؤيدة للفلسطينيين في 8 يناير 2024، أيضًا عند النصب التذكاري للجنود والبحارة، حيث حضر ما يقرب من 30 شخصًا قبل أن يرتفع العدد إلى حوالي 60 شخصًا، بعد الانتقال للاحتجاج خارج مقر إقامة السيناتور الأمريكي تود يونغ.
في 25 أبريل، اندلعت مظاهرة مؤيدة لفلسطين خارج مقر إقامة حاكم الولاية إريك هولكومب، مما أدى إلى اعتقال أربعة عشر شخصًا. بالإضافة إلى ذلك، قام المتظاهرون بعرقلة شارع ميريديان في إنديانابوليس في نفس اليوم، مما أدى إلى تهديد قسم شرطة مدينة إنديانابوليس بالاعتقالهم.

### آيوا
نُضمت مسيرة مؤيدة لفلسطين في كاولز كومونز في وسط مدينة دي موين يوم 10 تشرين الأول (أكتوبر) حضرها حوالي 80 شخصًا.
وفي 25 تشرين الأول (أكتوبر)، خرج المئات من طلاب كلية غرينيل مطالبين الكلية بوقف أي دعم مالي لإسرائيل. في الرابع من تشرين الثاني (نوفمبر)، اجتمع أكثر من 100 من طلاب جامعة آيوا وأفراد المجتمع من جميع أنحاء ولاية آيوا، مطالبين بالعدالة والسلام والتحرر من الاضطهاد الإسرائيلي. في 17 ديسمبر/كانون الأول، تجمع ما يقرب من 150 متظاهرًا في تظاهرتين منفصلتين أمام تيراس هيل، المقر الرسمي لحاكمة ولاية آيوا، كيم رينولدز، بينما كانت تستضيف حفل عيد الميلاد. كانت إحدى المظاهرات مؤيدة لفلسطين، بعنوان "لا عدالة، لا عيد ميلاد".

### كانساس
في 14 تشرين الثاني (نوفمبر)، وضع 500 علم تخليداً لذكرى 10,000 فلسطيني قتلوا في الفترة من 7 تشرين الأول (أكتوبر) إلى 14 تشرين الثاني (نوفمبر) في حديقة مكتبة واتسون في جامعة كانساس.ونظم هذا الحدث من قبل رابطة الطلاب المسلمين ومؤسسة الهدف كانساس. ونظمت رابطة الطلاب المسلمين ورابطة طلاب الشرق الأوسط مسيرة طلابية دعماً لفلسطين في 20 تشرين الثاني (نوفمبر) بهدف قيام مستشار الجامعة، دوغلاس جيرود، بإصدار بيان تضامني مع الشعب الفلسطيني. في 30 نوفمبر/تشرين الثاني، نظم النشطاء المؤيدون لفلسطين اعتصامًا في سترونغ هول في حرم جامعة كانساس وعلقوا لافتات داخل المبنى وخارجه. وطالب المتظاهرون مرة أخرى بإصدار بيان من المستشار وانتقدوا مشاركة الجامعة في وكالة مشاريع الأبحاث الدفاعية المتقدمة ومؤسسة العلوم الثنائية الأمريكية الإسرائيلية. وسار أكثر من 100 ناشط في شارع ماساتشوستس في 2 مارس 2024 مطالبين بـ "رفع الحصار عن رفح" لمزيد من المساعدات الإنسانية، والتصويت مجانًا في الانتخابات التمهيدية الرئاسية للحزب الديمقراطي لعام 2024.
في اليوم الأول من عيد الحانوكا، 7 كانون الأول (ديسمبر)، جلس حوالي عشرين ناشطًا من منظمة "الصوت اليهودي من أجل السلام" في مكتب شاريس ديفيدز في أوفرلاند بارك بولاية كانساس للمطالبة بوقف إطلاق النار وتقديم المزيد من المساعدات الإنسانية لغزة. وحمل المتظاهرون لافتات كتب عليها "عيد الحانوكا لوقف إطلاق النار" و"أوقفوا تمويل الإبادة الجماعية".

### ميشيغان
تجمعت مجموعة من الناشطين المؤيدين لوقف إطلاق النار في مبنى جيرالد فورد الفيدرالي في غراند رابيدز بولاية ميشيغان، في 7 نوفمبر/تشرين الثاني، مما أدى إلى اعتقال ثلاثة أشخاص رفضوا مغادرة مكتب النائبة هيلاري شولتن. وفي ديترويت، قام حوالي 200 متظاهر مؤيد لفلسطين بمقاطعة موكب عيد الشكر. وفي 1 فبراير 2024، احتجت مجموعة من الأمريكيين العرب على وصول جو بايدن لوقف حملته الانتخابية في ديربورن.
في يوم القدس لعام 2024 (5 أبريل)، نظمت مسيرة مؤيدة لفلسطين في ديربورن، حيث هتف بعض المتظاهرين "الموت لأمريكا" و"الموت لإسرائيل".

### مينيسوتا

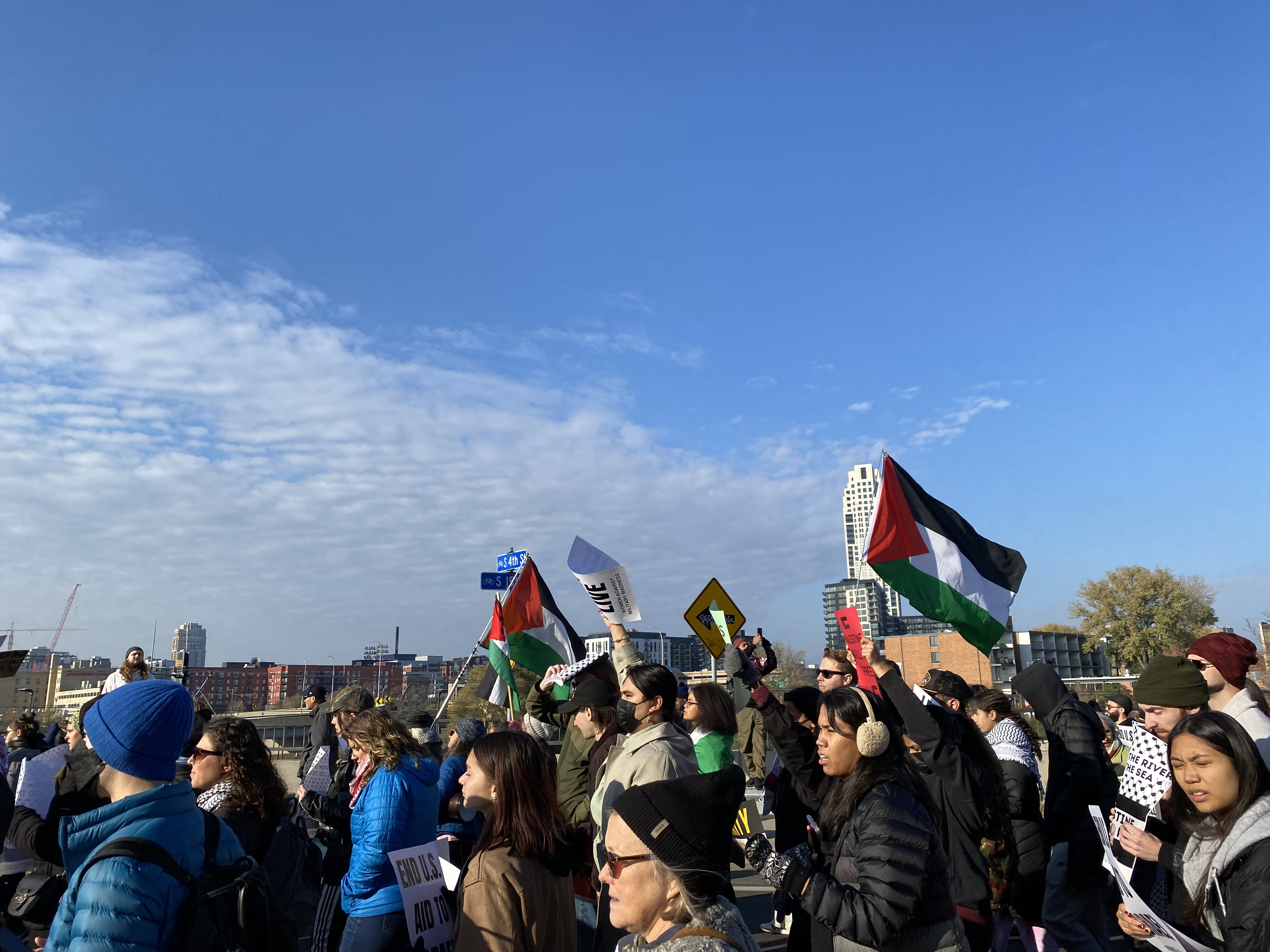
متظاهرون مؤيدون للفلسطينيين في مينيابوليس في 4 نوفمبر 2023

في 18 أكتوبر/تشرين الأول، تجمع حشد كبير خارج مبنى الكابيتول بولاية مينيسوتا لدعم الفلسطينيين في سانت بول. وفي 22 تشرين الأول/أكتوبر، نظمت مسيرة مؤيدة للفلسطينيين في مينيابوليس على جسر إيرين هيكسون ويتني، وألقي القبض على رجل في مينيابوليس بولاية مينيسوتا بعد أن قاد سيارته وسط حشد من النشطاء المناهضين للحرب. في الأول من تشرين الثاني/نوفمبر، قاطع أحد المتظاهرين خطاب جو بايدن في مينيابوليس يطلب منه الدعوة إلى وقف إطلاق النار، مما دفعه إلى الرد بأن هناك حاجة إلى "هدنة" إنسانية. في 11 نوفمبر، سار مئات الناشطين في مسيرة كاثيدرال هيل إلى مبنى الكابيتول بالولاية مطالبين بوقف إطلاق النار.
تظاهر سبعون متظاهرًا مؤيدًا لوقف إطلاق النار خارج مكتب المرشح الرئاسي الديمقراطي وعضو الكونجرس دين فيليبس في مينيتونكا في 6 ديسمبر، واحتج المئات من أجل وقف إطلاق النار خارج مكتب إيمي كلوبوشار في 8 يناير/كانون الثاني.

### ميسوري

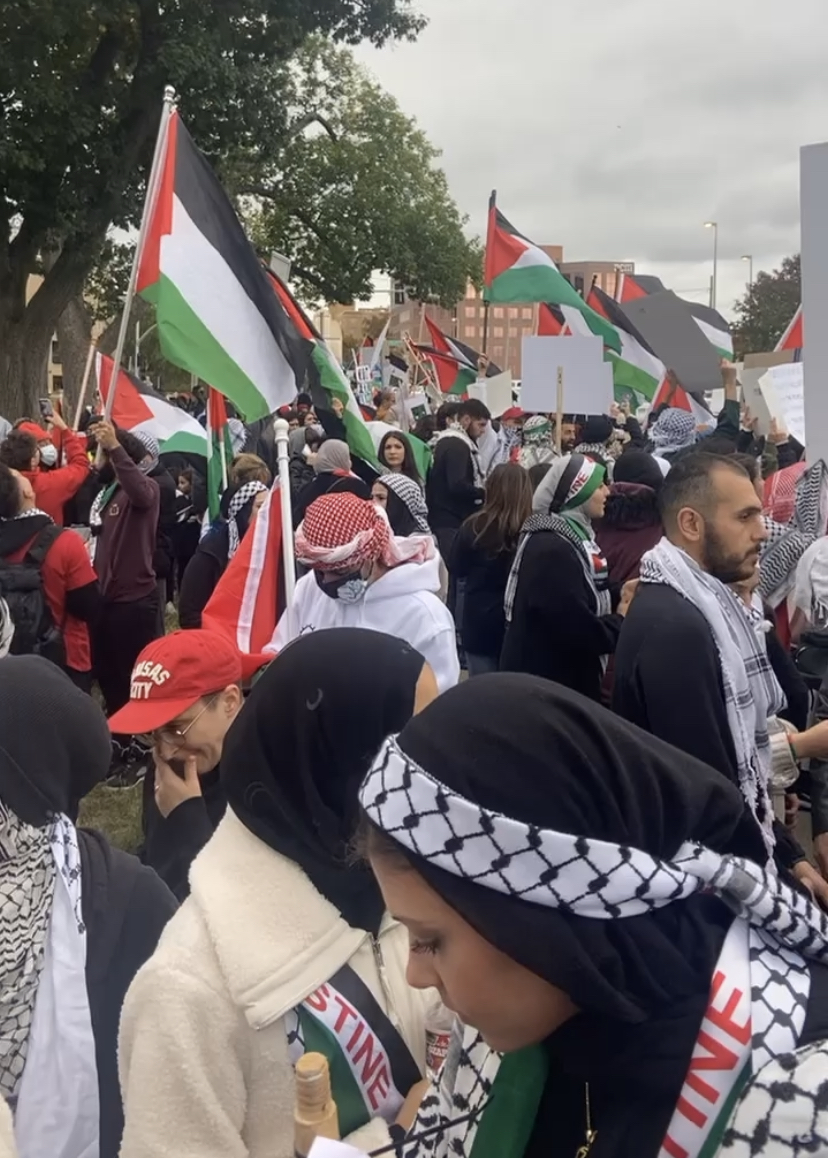
نشطاء مؤيدون لفلسطين يتجمعون على الطريق في حديقة ميل كريك في مدينة كانساس سيتي بولاية ميسوري.

وفي 6 تشرين الثاني/نوفمبر، قام أكثر من 75 ناشطاً بإغلاق مداخل مصنع شركة بوينغ في ضاحية سانت لويس بولاية ميسوري في سانت تشارلز، الشركة تقوم بتصنيع القنابل التي تُباع للحكومة الإسرائيلية. وشارك حوالي 150 ناشطًا في الاحتجاج الثاني، وقاموا بإغلاق المداخل مرة أخرى في 21 نوفمبر/تشرين الثاني. نظم الطلاب المؤيدون لفلسطين في جامعة واشنطن في سانت لويس اعتصامًا للضغط على الجامعة لقطع علاقاتها مع شركة بوينغ. وأيضاً طلاب من جامعة ميسوري سانت، دعوا جامعات سانت لويس، وواشنطن، وسانت لويس إلى سحب الاستثمارات والانفصال عن شركة بوينغ بشأن تصنيع الأسلحة في رسالة أقرتها سبع مجموعات طلابية.
حضر حوالي 600 من سكان مدينة كانساس سيتي مسيرة مؤيدة لإسرائيل في 9 أكتوبر. في 15 أكتوبر/تشرين الأول، تجمع مئات الأشخاص في مظاهرة مؤيدة لفلسطين في حديقة ميل كريك. في 18 نوفمبر، دعا كليفر إلى وقف إطلاق النار، لكنه لم يوقع على القرار. في فبراير 2024، هددت فتيات الكشافة بمقاضاة فرع في ولاية ميسوري لأنه صنع أساور للأطفال الجائعين في غزة، مما دفع الفرع إلى مغادرة المنظمة الوطنية.

## شمال شرق البلاد

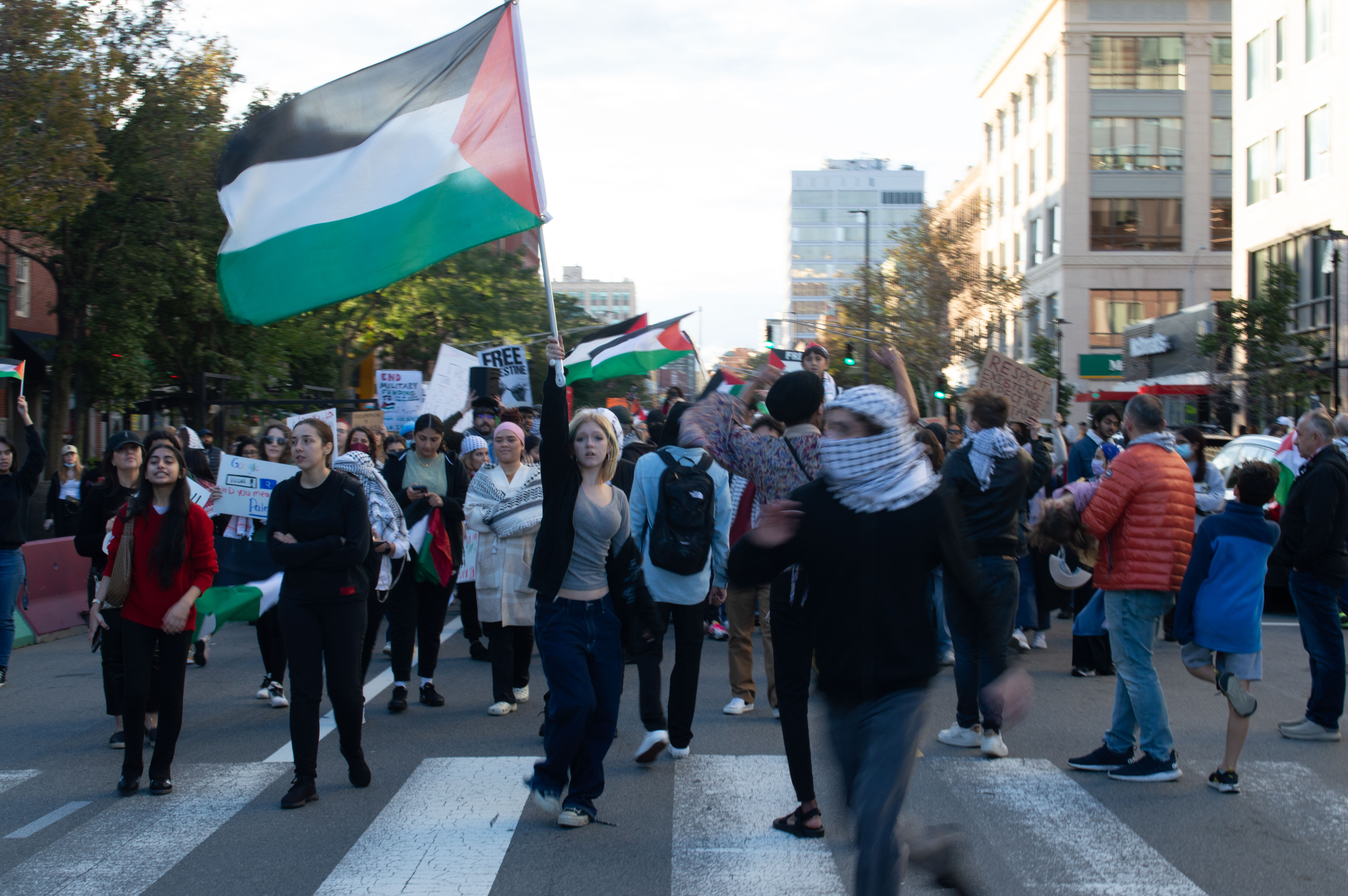
طلاب يحتجون ضد الحرب في كامبريدج ، ماساتشوستس.

في 22 أكتوبر/تشرين الأول، نُضمت "مسيرة طارئة من أجل غزة" في باترسون. وفي 28 أكتوبر/تشرين الأول، اعتدى أحد موظفي جامعة برينستون على متظاهر مؤيد للفلسطينيين خلال فعالية خارج الحرم الجامعي دعت إلى وقف إطلاق النار في غزة. وفي 20 نوفمبر، قبض على ثلاثة متظاهرين في نيو هامبشاير بتهمة التظاهر ضد وتخريب مبنى شركة إلبيط سيستمز، وهي شركة إسرائيلية دفاعية. في يوم الجمعة السوداء، نظم تحالف مين من أجل فلسطين مسيرة بالقرب من مركز تسوق في فريبورت بولاية مين.
وفي 11 تشرين الثاني/نوفمبر، تجمع متظاهرون مؤيدون للفلسطينيين بالقرب من مقر إقامة بايدن في ويلمنغتون بولاية ديلاوير مطالبين بوقف إطلاق النار واتهموه بارتكاب إبادة جماعية. في 23 يناير 2024، هتف المتظاهرون خارج إحدى فعاليات الحملة الانتخابية لجو بايدن في ماناساس، "Hey Hey, Ho Ho, Genocide Joe". دعا مجلس العلاقات الأمريكية الإسلامية إلى إجراء تحقيق فيدرالي في انتهاكات القانون الدولي بسبب حدث عقاري خُطط له في كنيس يهودي في تينيك، نيوجيرسي، والذي من شأنه يسمح بيع "الأراضي المسروقة" المأخوذة من الفلسطينيين في الأراضيالأراضي التي تحتلها إسرائيل.
في 3 ديسمبر/كانون الأول، احتج المتظاهرون المؤيدون لفلسطين خارج مطعم جولدي للفلافل في فيلادلفيا، بنسلفانيا. كان صاحب المتجر اليهودي يتبرع بأرباح المطعم لجمعية أصدقاء يونايتد هاتزالا الإسرائيلية، وهو صندوق طبي للطوارئ تأسس في أعقاب هجمات 7 أكتوبر. وقبض على العشرات من المتظاهرين احتجاجا على استثمار وزارة الخزانة في ولاية بنسلفانيا في السندات الإسرائيلية في مبنى الكابيتول بولاية بنسلفانيا.

### كونيتيكت
في ولاية كونيتيكت، احتج المتظاهرون في الحرم الجامعي الرئيسي لجامعة كونيتيكت في ستورس. وفي 19 أبريل 2024، جرت مظاهرة مؤيدة للفلسطينيين في حرم جامعة ييل في نيو هيفن. وبعد عدة أيام، ألقت الشرطة القبض على 45 متظاهرًا في حرم جامعة ييل.
واحتج المتظاهرون خارج مبنى الكابيتول بولاية كونيتيكت في هارتفورد، دعماً للشعب الفلسطيني في 10 أبريل 2024. وفي ميدلتاون، قبض على عشرة متظاهرين لإغلاق مدخل منشأة برات آند ويتني في 15 أبريل.

### ماساتشوستس

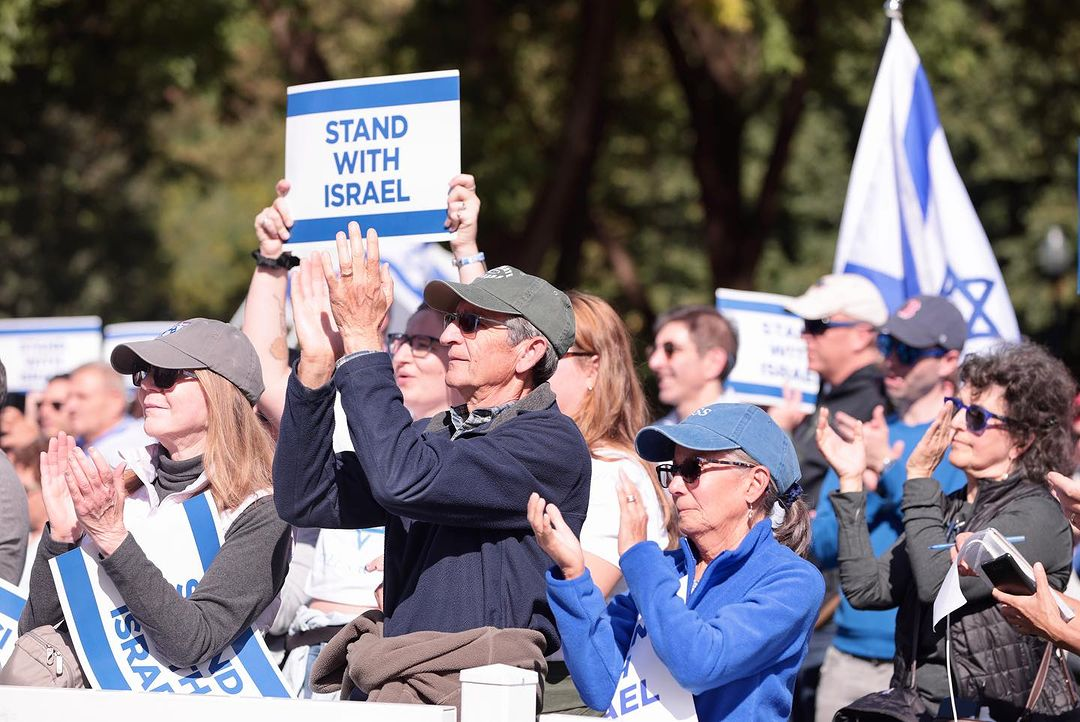
مظاهرة مؤيدة لإسرائيل في بوسطن بولاية ماساتشوستس

وفي ماساتشوستس، نظمت حركة "طلاب من أجل العدالة في فلسطين" احتجاجًا في جامعة هارفارد في أكتوبر/تشرين الأول، بعد عدة أيام من تعرض العديد من الطلاب للتوبيخ بسبب دعمهم العلني لفلسطين. وفي 9 نوفمبر/تشرين الثاني، تحدث حاخام جامعة هارفارد هيرشي زارشي في مظاهرة لتكريم الرهائن الذين تحتجزهم حماس، قائلاً إن أي شخص يبرر هجوم 7 أكتوبر "هو ليس مجرد حيوان، بل أقل من حيوان، هو وحش". وأثناء اعتصام احتجاجي مؤيد لوقف إطلاق النار في جامعة ماساتشوستس أمهرست، قبض على 56 طالبًا وموظفًا بالجامعة بتهمة التعدي على ممتلكات الغير.
في يوم الجمعة السوداء، استهدف المتظاهرون في سومرفيل متجر بوما لأن الشركة توفر المعدات للفرق الرياضية الوطنية الإسرائيلية. وفي عيد الشكر، تعرض الرئيس جو بايدن لمضايقات من الناشطين المؤيدين لفلسطين في نانتوكيت وهم يهتفون "فلسطين حرة". وفي 24 أكتوبر، تجمع المئات من المتظاهرين المؤيدين للفلسطينيين أمام قاعة مدينة وورسستر. في نفس اليوم، في نانتوكيت، استهدف المتظاهرون إضاءة شجرة عيد الميلاد التي حضرها جو بايدن وجيل بايدن. واحتشد مئات المتظاهرين المؤيدين لفلسطين خارج حملة جمع التبرعات لحملة إعادة انتخاب بايدن 2024 في 5 ديسمبر/كانون الأول في بوسطن، وكان منظم المظاهرة حزب الاشتراكية والتحرير.

### نيويورك
في 9 نوفمبر 2023، نظم 200 طالب من طلاب جامعة كورنيل اعتصامًا يرمز إلى الأرواح التي فقدت على جانبي الحرب. في 1 ديسمبر 2023، احتج طلاب جامعة كورنيل أمام مكتب رئيسة الجامعة مارثا بولاك، وأجروا محاكمة صورية حيث اتهموها بارتكاب إبادة جماعية ضد المدنيين الفلسطينيين. وفي مارس 2024، قبض على مجموعة مكونة من 24 فردًا، من بينهم اثنان من الموظفين، ووجهت إليهم تهمة التعدي على ممتلكات الغير، لتنظيمهم اعتصامًا في حرم جامعة كورنيل.

#### مدينة نيويورك

##### الاحتجاجات العامة

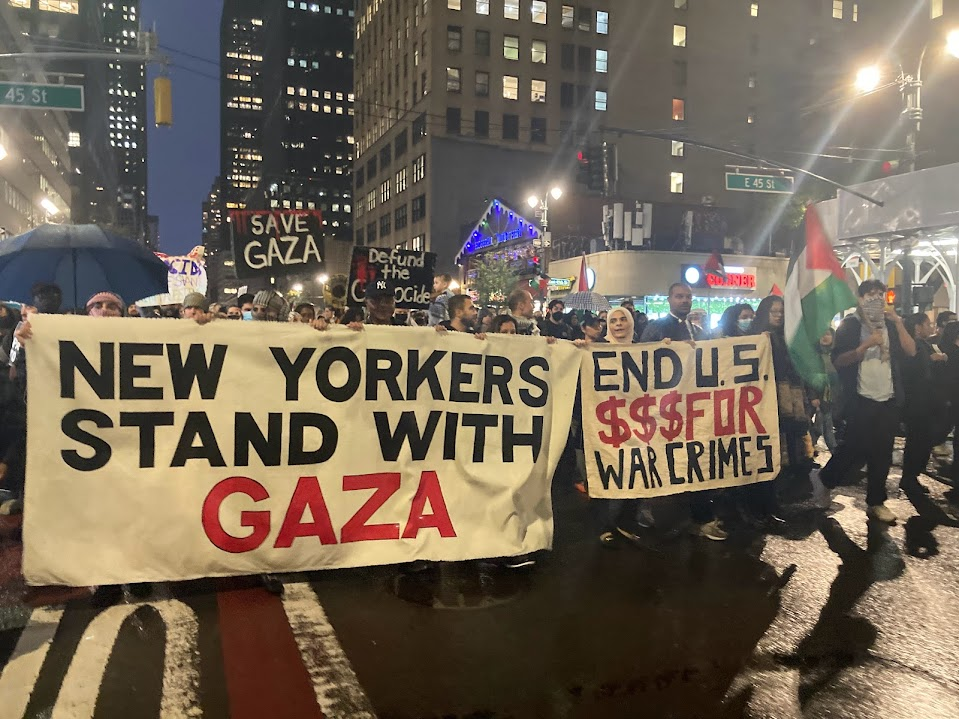
مسيرة مؤيدة لفلسطين في مدينة نيويورك

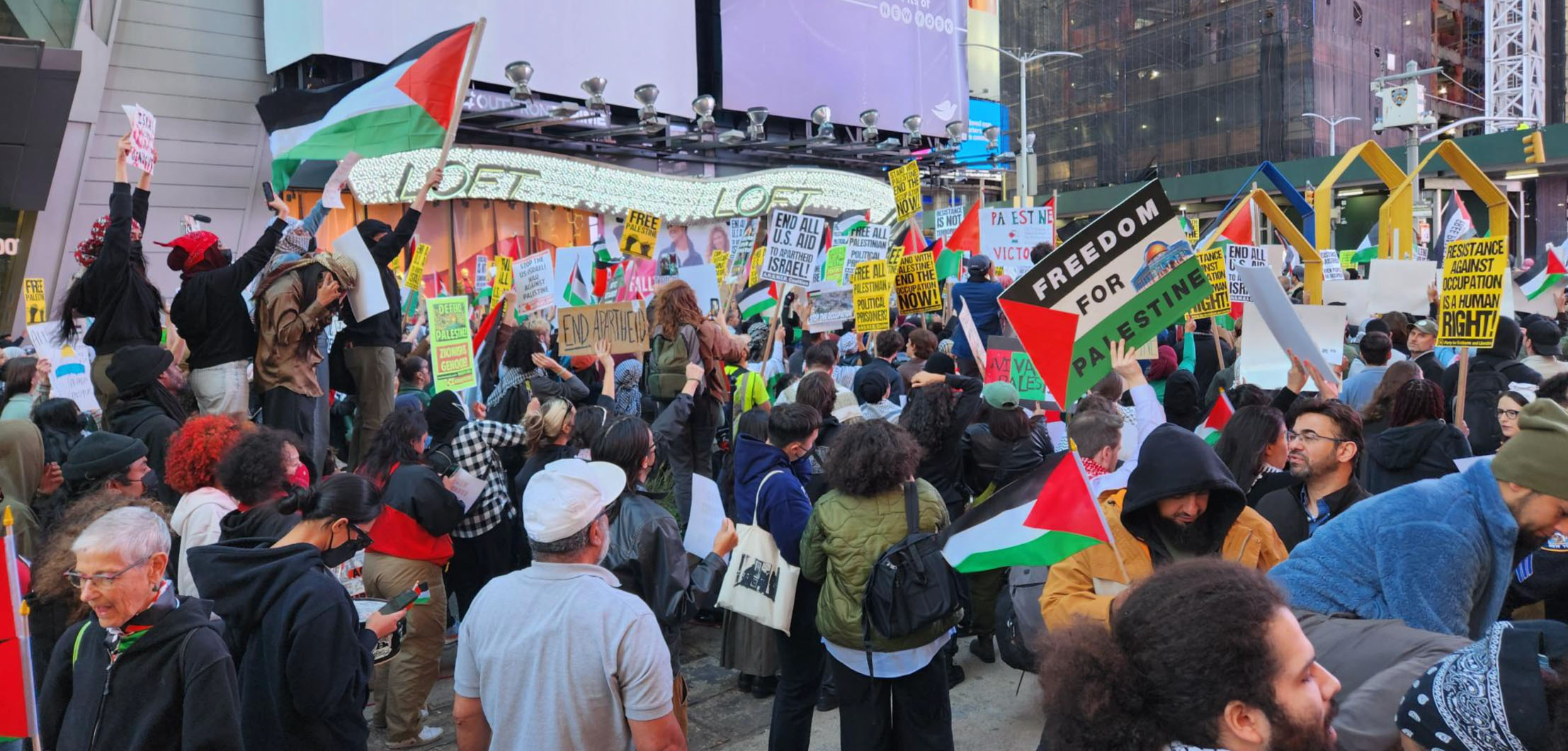
حدث قف مع فلسطين

في 8 أكتوبر 2023، بعد يوم واحد من هجوم حماس على إسرائيل، احتشد مئات المتظاهرين المؤيدين للفلسطينيين في تايمز سكوير، ولوحوا بالأعلام الفلسطينية، وهتفوا "المقاومة مبررة"، و"عولمة الانتفاضة"، و"من النهر إلى البحر"، و"بأي وسيلة كانت"، و"المجد لشهدائنا"، و"حطموا الدولة الصهيونية الاستيطانية". كما نظم العشرات من المتظاهرين المؤيدين لإسرائيل احتجاجًا مضادًا، ورددوا هتافًا وهتفوا "لن يحدث ذلك مرة أخرى" و"شعب إسرائيل يعيش" باللغة العبرية. وتصاعدت التوترات بين الجانبين، حيث هتف المتظاهرون المؤيدون للفلسطينيين بالرقم "700"، في إشارة إلى العدد المؤكد للقتلى الإسرائيليين في الهجوم في تلك اللحظة، بينما وصفهم المتظاهرون المؤيدون لإسرائيل بـ "الإرهابيين" و"القتلة".
وفي مدينة نيويورك، تظاهر الآلاف ضد القصف على غزة. أظهر مقطع فيديو منتشر على نطاق واسع من احتجاج مؤيد لإسرائيل العديد من المتظاهرين يدعون صراحة إلى الإبادة الجماعية ضد الفلسطينيين. وفي ساحة داغ همرشولد، احتشد حوالي 200 شخص في 18 أكتوبر/تشرين الأول للفت الانتباه إلى الرهائن الذين تحتجزهم حماس. وكان من بين المتظاهرين العديد من أفراد عائلات الرهائن والزعماء اليهود المحليين. في 6 نوفمبر، نظم حوالي 500 متظاهر اعتصامًا عند تمثال الحرية، مطالبين بوقف إطلاق النار.

##### المسؤولين المنتخبين
قبض على مجموعة من متظاهري "الصوت اليهودي من أجل السلام"، بما في ذلك أطفال الناجين من الهولوكوست، خارج منزل السيناتور تشاك شومر بسبب احتجاجهم على التفجيرات في غزة. في كلية بروكلين، قبض على عضوة مجلس مدينة نيويورك الجمهورية إينا فيرنيكوف من منطقة مجلس المدينة الثامنة والأربعين لجلبها مسدسًا إلى احتجاج مضاد في مسيرة مؤيدة لفلسطين.

##### احتجاجات الجامعة

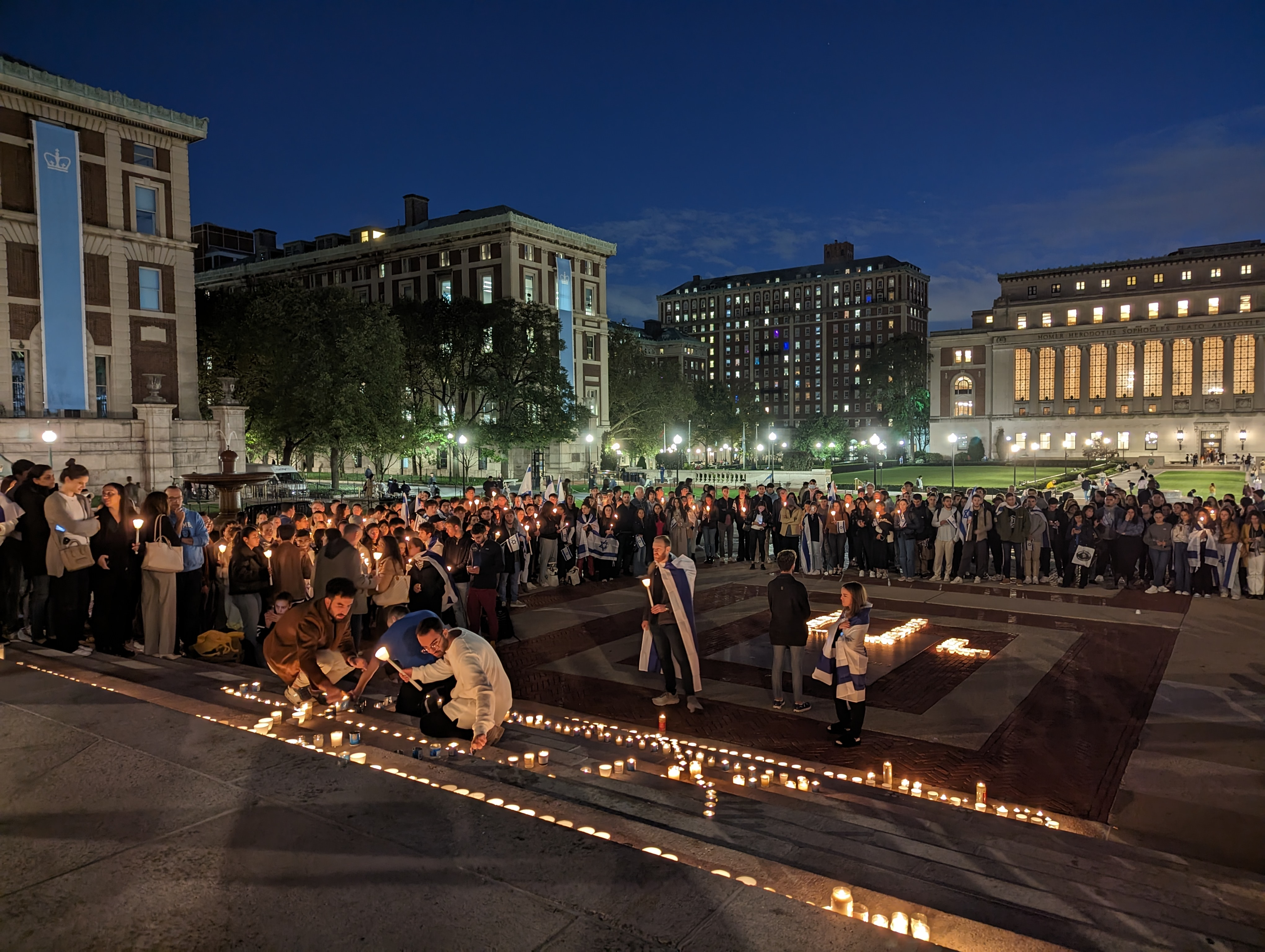
وقفة احتجاجية من أجل إسرائيل في جامعة كولومبيا

في 26 أكتوبر، احتجت مجموعة من الطلاب المناهضين للحرب في كوبر يونيون في نيويورك. ادعت مجموعة من الطلاب اليهود أنهم تحصنوا في المكتبة للاختباء من المتظاهرين "العدوانيين"، لكن إدارة شرطة نيويورك نفت ذلك، وذكرت أنه "لا يوجد خطر" على الطلاب اليهود. وكررت الرواية التي رواها الطلاب اليهود من المسؤولين المنتخبين عبر حسابات وسائل الإعلام، بما في ذلك الإدانات من رابطة مكافحة التشهير، واللجنة اليهودية الأمريكية، وحاكمة نيويورك كاثي هوتشول، ورئيس مانهاتن مارك ليفين.

## جنوب

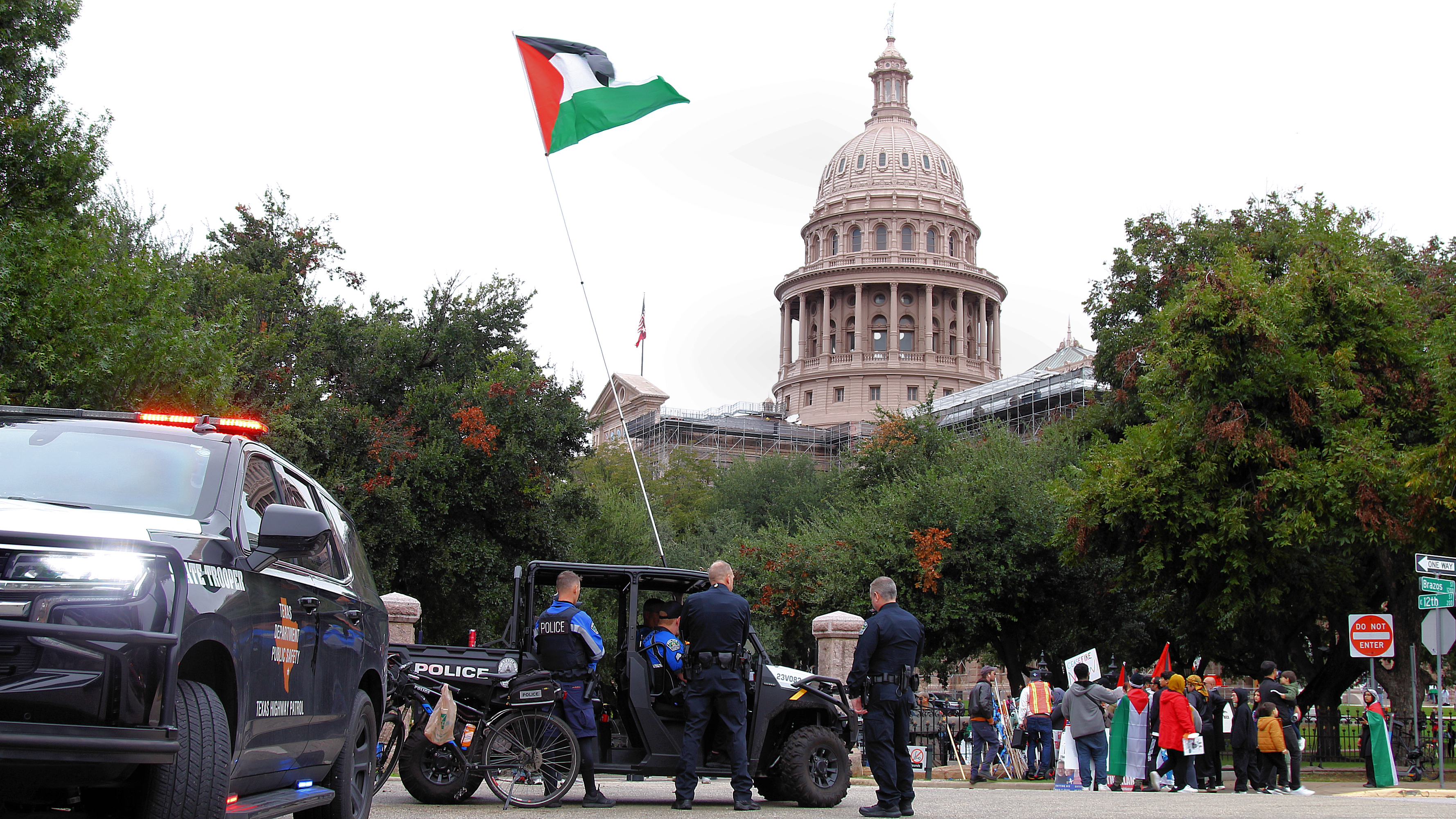
مسيرة لدعم فلسطين في عاصمة ولاية تكساس في أوستن.

وفي كنتاكي، نظمت حركة طلاب من أجل العدالة في فلسطين وقفة احتجاجية في جامعة لويفيل.
وفي جامعة فلوريدا، أقام الطلاب اليهود وقفة احتجاجية على ضوء الشموع. وفي جامعة جنوب فلوريدا في خليج تامبا، سار ما لا يقل عن 200 شخص في مسيرة من أجل غزة بعد رسالة رسمية من مستشار نظام جامعة ولاية فلوريدا يوجه جميع رؤساء جامعة ولاية فلوريدا إلى قمع جميع الجماعات المؤيدة للفلسطينيين.
وأبلغ عن اشتباكات بين مؤيدي إسرائيل وفلسطين في جامعة نورث كارولينا في تشابل هيل، أمام مكتبة ويلسون في 12 أكتوبر.
في 12 نوفمبر، احتج الآلاف على دعم تكساس لإسرائيل أمام مبنى الكابيتول بالولاية في أوستن.

### مقاطعة كولومبيا

#### المسيرات

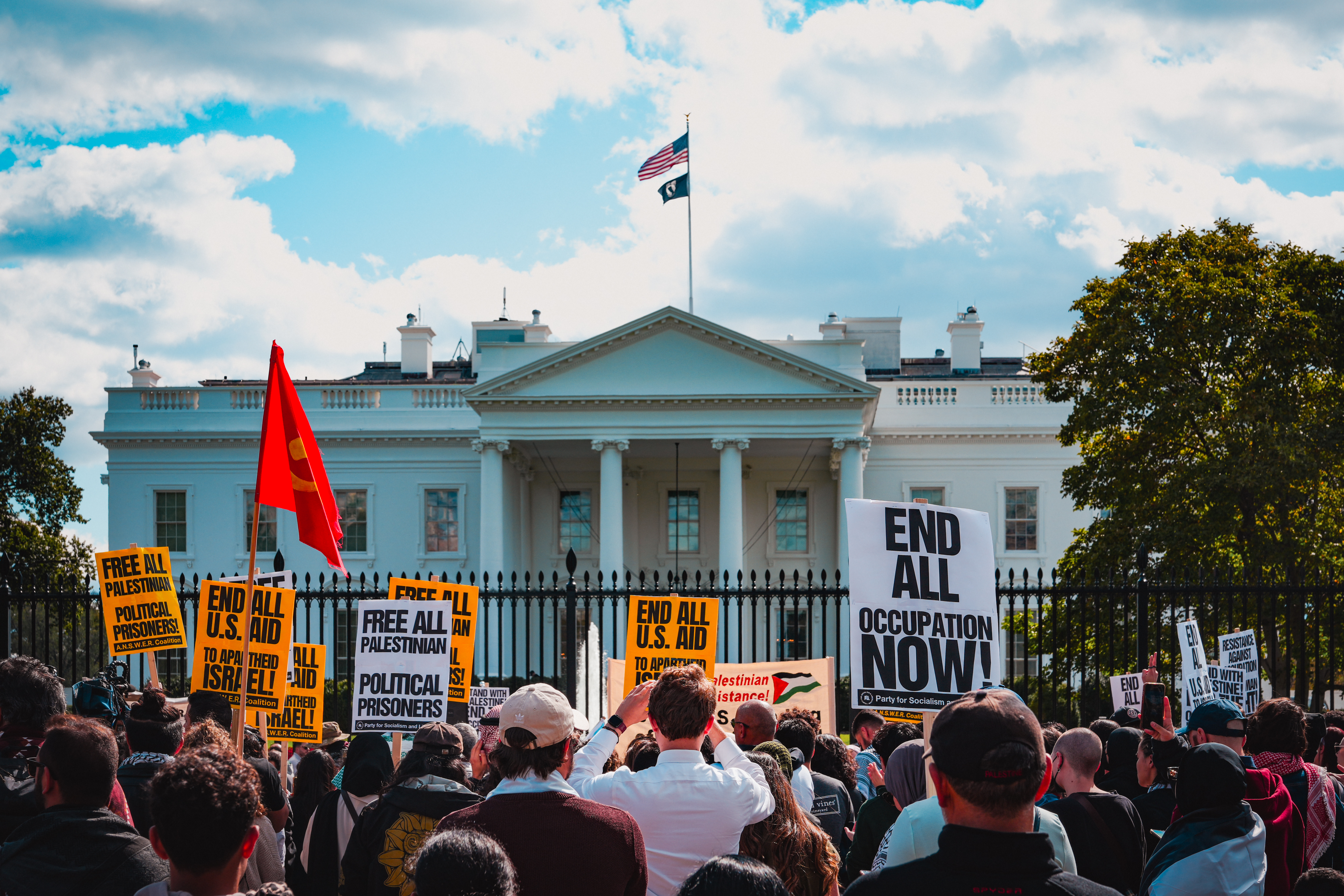
احتجاج ضد الحرب على غزة في البيت الأبيض، واشنطن العاصمة، الولايات المتحدة الأمريكية

احتج النشطاء اليهود من أجل وقف إطلاق النار في 16 أكتوبر في البيت الأبيض، قائلين كاديش، وهم يغنون الأغاني اليهودية، ويهتفون "ليس باسمنا"، اعتقل 49 شخصاً: 16 بسبب إغلاق المداخل و33 بسبب عبورهم حواجز السلامة. في 15 نوفمبر/تشرين الثاني، قامت شرطة الكابيتول الأمريكية بإخلاء مقر اللجنة الوطنية الديمقراطية خلال مظاهرة مؤيدة لفلسطين، نظمتها جزئيًا منظمة إن لم يكن الآن، التي ذكرت أن "الشرطة كانت عنيفة للغاية" في المسيرة. في 27 نوفمبر/تشرين الثاني، بدأت مجموعة مكونة من أكثر من اثني عشر مشرعًا وناشطًا في الولاية، بما في ذلك الممثلة والمرشحة السابقة لمنصب حاكم الولاية سينثيا نيكسون، إضرابًا عن الطعام في البيت الأبيض للمطالبة بوقف دائم لإطلاق النار. في 11 كانون الأول (ديسمبر)، ألقي القبض على مجموعة من عشرين مواطنًا يهوديًا بعد أن قيدوا أنفسهم بالسلاسل إلى سياج البيت الأبيض احتجاجًا على الحرب. وفي 7 ديسمبر/كانون الأول، دعت مجموعة من الأطباء إلى وقف إطلاق النار في الكابيتول هيل.

## الغرب

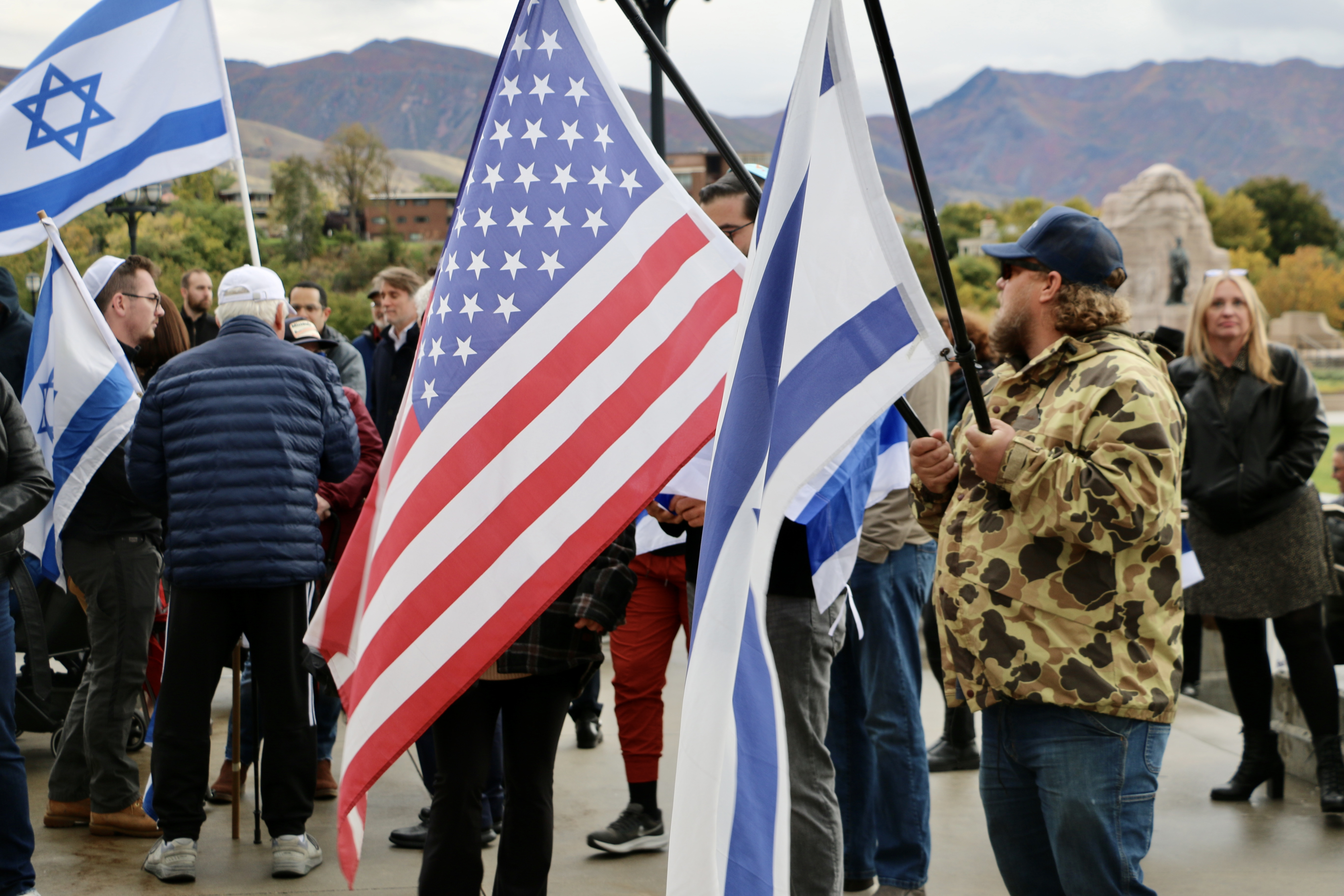
مظاهرة مؤيدة لإسرائيل في مدينة سولت ليك بولاية يوتا

### أريزونا
في جامعة أريزونا، ألغيت مسيرة احتجاجية ضد قصف غزة بسبب مخاوف تتعلق بالسلامة بعد أن انتقد رئيس الجامعة روبرت روبنز مجموعتها المنظمة وحثهم على تنظيم احتجاجهم "بشكل سلمي وآمن ومدني". في مارس/آذار 2024، سحبت شابة من أحد الفعاليات من قبل الأمن بعد مقاطعة جيل بايدن بقولها: "جيل، متى ستدعين أنت والرئيس إلى وقف إطلاق النار في غزة؟".

### كاليفورنيا

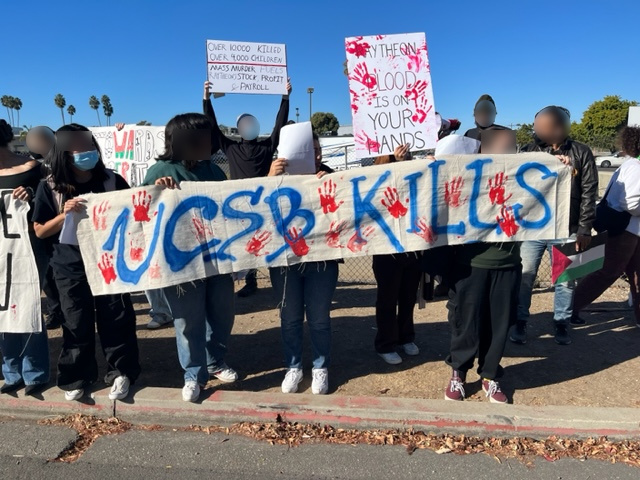
احتجاج خارج مكتب رايثيون في جوليتا، كاليفورنيا، 9 نوفمبر

في 18 تشرين الثاني (نوفمبر)، ألغي مؤتمر كاليفورنيا الديمقراطي في سكرامنتو بعد أن نزل مئات المتظاهرين المؤيدين للفلسطينيين إلى مركز مؤتمرات الاتحاد الائتماني. وفي 3 يناير 2024، قام مئات المتظاهرين من الجماعات اليهودية المناهضة للحرب، بما في ذلك عضوة مجلس مدينة ساكرامنتو كاتي فالينزويلا، بإغلاق جمعية ولاية كاليفورنيا في مبنى الكابيتول في سكرامنتو في أول جلسة عمل لمجلس النواب للعام الجديد.

## استجابات

### الجامعات

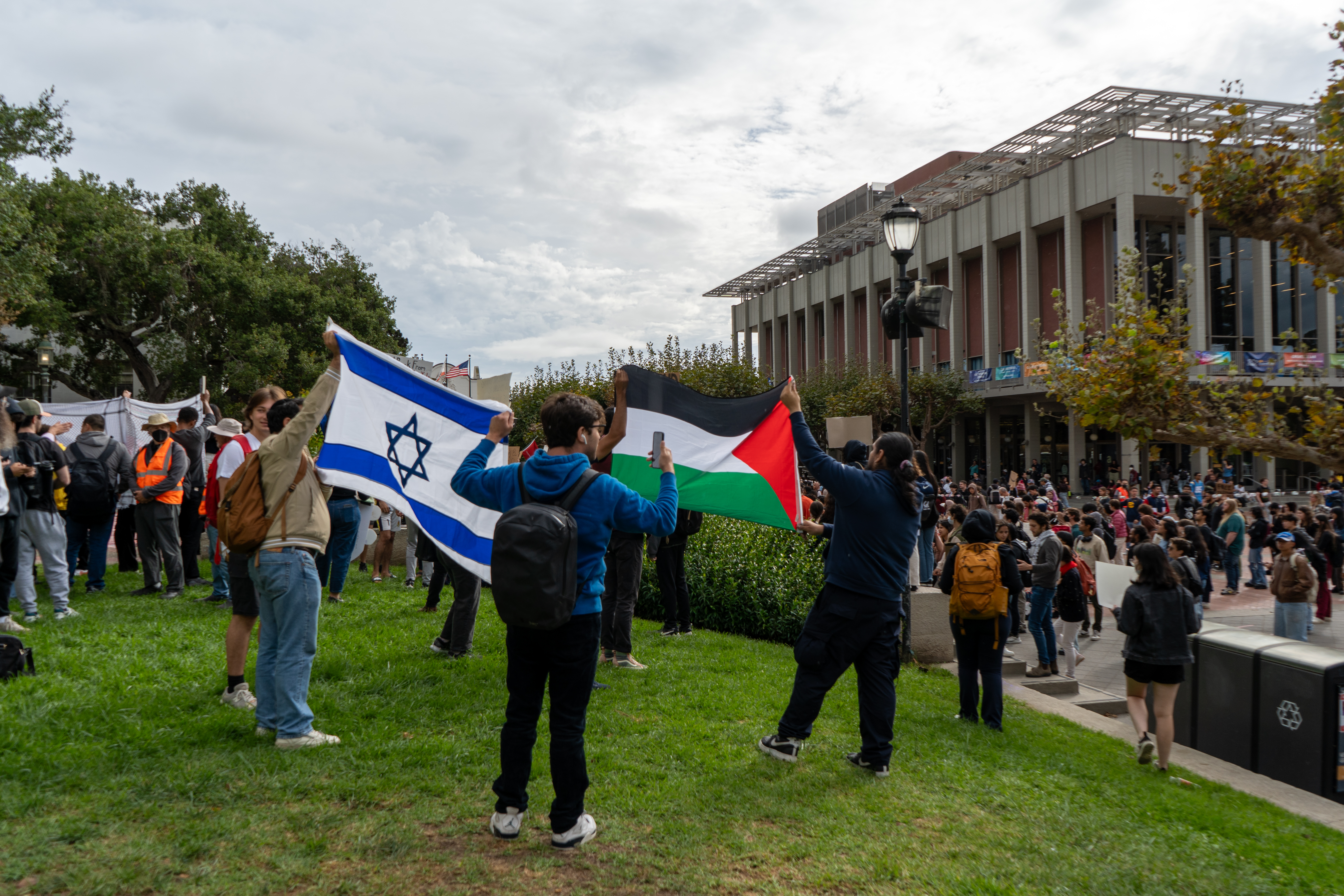
متظاهر ومتظاهر مضاد في سبرول بلازا في جامعة كاليفورنيا في بيركلي

في 10 نوفمبر/تشرين الثاني، علقت جامعة كولومبيا فروعها في الحرم الجامعي لمنظمة "طلاب من أجل العدالة في فلسطين" و"الصوت اليهودي من أجل السلام" بسبب الانتهاكات المتكررة لسياسات الفعاليات في الحرم الجامعي، وبالتالي منعتهم من استضافة الأحداث في الحرم الجامعي. وانتقدت ناعومي كلاين ونورا عريقات قرار الجامعة. وبعد أن أدانت رئيسة جامعة هارفارد، كلودين غاي، شعار "من النهر إلى البحر "، وقع أكثر من 100 من أعضاء هيئة التدريس على خطاب مفتوح ينتقدون فيه ادانتها. في 14 ديسمبر/كانون الأول، أصبحت جامعة روتجرز أول جامعة حكومية تعلق فرعها الجامعي الخاص بطلاب من أجل العدالة في فلسطين استجابة لشكاوى من السلوك التخريبي. وقام المانحون للجامعات الكبرى في الولايات المتحدة بسحب تبرعات بملايين الدولارات في ضوء ردود فعل الجامعات على هجوم حماس.
في 24 أكتوبر، أصدر راي رودريغز، مستشار نظام جامعة ولاية فلوريدا، أمرًا بحل جميع الفروع الموجودة لمنظمة الطلاب الوطنيين من أجل العدالة في فلسطين (NSJP) في النظام. ورفعت فروع جامعة فلوريدا وجامعة جنوب فلوريدا دعاوى قضائية فيدرالية ضد عدة أحزاب بما في ذلك رودريغز والحاكم رون دي سانتيس لأسباب دستورية بشأن هذه الخطوة. في 5 ديسمبر/كانون الأول، فتحت وزارة التعليم في لويزيانا تحقيقاً بشأن الحقوق المدنية ضد جامعة تولين بعد وقوع شجار في مسيرة مؤيدة لفلسطين في 26 أكتوبر/تشرين الأول. وأعلنت الجامعة الأمريكية حظر الاحتجاجات داخل مباني الجامعة. ورفع الصندوق القانوني الإسلامي الأمريكي دعوى قضائية ضد جامعة هارفارد لفشلها في حماية الطلاب المسلمين والعرب من التحرش والاعتداءات. ونشر اتحاد الحريات المدنية الأمريكي رسالة مفتوحة يحث فيها الكليات على عدم الشروع في "تحقيقات لا أساس لها" مع المجموعات الطلابية المؤيدة للفلسطينيين.
أعرب العديد الطلاب في الولايات المتحدة عن مخاوفهم من فقدان فرص العمل المستقبلية للمشاركة في الاحتجاجات ضد العمل العسكري في غزة. بحلول أبريل 2024، اعتقل مئات الطلاب وإيقافهم عن العمل ووضعهم تحت المراقبة والطرد، بما في ذلك 50 طالبًا قبض عليهم في بارنارد.